# Cecilia A. Mantua
Cecilia Alonso i Bozzo (Barcelona, 1905-29 de agosto de 1974), más conocida como Cecilia A. Mantua, fue una escritora, guionista radiofónica, actriz y dramaturga española.

## Trayectoria
Fue hija de la actriz Joana Bozzo i Vergés y del escritor, actor y dramaturgo Gastó A. Mantua (pseudónimo bajo el que firmó Gastó Alonso i Manaut). Con el nombre artístico de Cecilia A. Mantua escribió obras de teatro, guiones para Radio Barcelona, novelas y operetas melodramáticas en castellano, y trabajó como actriz, en ocasiones, en algunas de sus propias creaciones. También fue colaboradora de El Día Gráfico y de compañías como RKO Pictures y Paramount, en la que se ocupó del departamento de publicidad. Además, participó en los guiones de las adaptaciones cinematográficas de dos de sus novelas: Sinfonía del hogar, dirigida por Ignacio F. Iquino en 1947, y En un rincón de España, dirigida por Jerónimo Mihura en 1949.
El teatro de Mantua se puede calificar de sentimental, folclórico, convencional y costumbrista. Autores contemporáneos de la dramaturga, como Tomás Roig i Llop, destacaron de su carácter su gran "sentido de pueblo”. La mayoría de las comedias que escribió fueron representadas en numerosas ocasiones. Normalmente, las daba a conocer primero como guiones radiofónicos, los cuales tenían mucha audiencia, y después convertía estos en piezas teatrales.
Como su primera comedia estrenó el 8 de abril de 1936 en Radio Barcelona Ha passat una oreneta con la Compañía Catalana, dirigida por Adrián Gual. Aunque a lo largo de su trayectoria la dramaturga escribió tanto en catalán como en español, al terminar la guerra civil en 1939, la creación de sus obras fue en español, debido a la censura impuesta por la dictadura franquista, especialmente restrictiva durante la primera década. El organismo de censura, si bien sí llegó a autorizarle en 1942 la publicación de la biografía novelada Sonata. El inquieto amor de Robert Schumann, suspendió la de la novela cinematográfica Lo prefiero millonario de forma definitiva en 1943, después de un primer informe desfavorable emitido en 1941 y las correspondientes revisiones solicitadas por la editorial Alas en 1942.
La producción de teatro lírico que desarrolló la autora a partir de los años cuarenta, como atestigua la prensa, se nutría de una amplia red de relaciones colaborativas. Trabajó con el compositor José María Torrens para La princesa Blanca Nieves (1942), en cuyo libreto también participó Amado Estefanía Alfonso, y La canción del Tirol (1943), que contó con la contribución dramatúrgica de Ricardo Ros. En las adaptaciones a escena de dos guiones de cine de Francisco Gargallo Catalán, Carmela Castillo, o sor Angélica (1943) y Las tres solteronas (1944), colaboró con el compositor Sebastián Albalat Bernal, para el que igualmente escribió la letra de la canción "¡Ay! Marinero." Otros de sus proyectos de zarzuela fueron: El desfile del amor, versión con el arreglo musical de Federico Cotó de la película de 1929 dirigida y producida por Ernst Lubitsch; Bajo el cielo mexicano (1955), cuya musicalización llevaron a cabo Jaime Mestres y Luis Gil Lasheras; y Serenata de Schubert, o a ti vuela mi canción, creación conjunta con el escritor Antonio Losada Blanch donde la selección de la música de Schubert y su estructuración para la escena estuvo a cargo de Miquel Pongiluppi. A través del espectáculo musical buscó una renovación del teatro, que siguió una línea más convencional en sus comedias y dramas.
A partir de los años cincuenta se retomó la emisión y representación del teatro escrito en catalán. En 1954 se estrenó La Pepa maca, su obra más conocida, que, interpretada por actrices como Teresa Cunillé o Paquita Ferrándiz, fue un éxito abrumador en la cartelera teatral barcelonesa, llegando a alcanzar hasta las mil representaciones, y de la que se han realizado incontables montajes amateurs por toda Cataluña. La crítica de Jordi Carbonell destacó el "buen instinto escénico" de Mantua, así como su capacidad para "hacer hablar a sus personajes un lenguaje directo y teatralmente eficaz”.
La siguiente obra que escribió fue La cinglera de la mort (1958), estrenada en el teatro Guimerá de Barcelona bajo la dirección de Pere Gil e interpretada por Mercè Bruquetas, Josefina Tapias y Josep Llasat, entre otros. En 1958 presentó también La canción de la florista, protagonizada por Josefina Güell y dirigida por Joan Cumellas. Los años posteriores se lleva a cabo la puesta en escena de Princesa de Barcelona (1959) y llega a la radio el guion de La reina de París (1960).
El 20 de julio de 1961 se estrenó en el teatro Romea Diana a l'oficina, interpretada por Teresa Cunillé, Domènec Vilarrasa, Rafael Anglada y Pepita Fornés, entre otros. Este mismo año se representó la comedia navideña Maria Coral, la pesebrista (1961) y la escritora continuó la labor de creación para teatro radiofónico con L'inventor del carrer Gran (1965). También en el teatro Romea se llevó por primera vez a escena Història d'un mirall (1966) con la compañía de Mario Cabré. Entre sus últimas obras se encuentran La sardana de Montserrat (1966) y La Virreina (1968), que ganó el premio Luis Masriera.

## Obra (selección)
- 1936. Ha passat una oreneta. Comedia sentimental en tres actos. Estrenada en la sesión de "Ràdio Teatre" de la emisora de Radio Barcelona.
- 1945. Un álbum abierto. Representada en el teatro Poliorama de Barcelona.
- 1951. Dos cartas de amor. Obra radiofónica en dos cartas, estrenada en Radio Barcelona.
- 1954 (editada en 1959). La Pepa maca. Tragedia catalana en tres actos y en prosa. Representada en el teatro Romea por parte de la Compañía de Comedias de Teresa Cunillé, bajo la dirección de Domènec Vilarrasa.[11]
- 1958. La cinglera de la mort. Drama en tres actos. Estrenada en el teatro Guimerá de Barcelona. Reparto: Mercè Bruquetas en el papel de Esmeragda, Josefina Tapias en el de Tresó, Josep Llasat en el de Cisquet, Pere Gil, Miquel Arbós, Ferran Velat, Joan Fernández y Marcel·lí Íbero en el de Jordi. Dirección de Pere Gil.
- 1958. La cançó de la florista. Obra en tres actos. Estrenada en los micrófonos de Radio Barcelona. Representada en el teatro Talia, protagonizada por Josefina Güell y dirigida por Joan Cumellas.[11]
- 1959. Princesa de Barcelona. Obra en tres actos. Estrenada en el teatro de L'Espanya Industrial de Barcelona.
- 1960. María Coral (La pessebrista). Comedia navideña en 2 actos y 5 cuadros. Estrenada en el teatro Barcelona.
- 1961. Diana a l'oficina. Sainete en tres actos. Estrenada en el teatro Romea de Barcelona.
- 1965. L'inventor del carrer Gran. Radioteatro.
- 1965. Història d'un mirall. Comedia en tres actos. Estrenada en el teatro Romea de Barcelona por la compañía de Mario Cabré.
- 1966. Sardana de Montserrat. Radioteatro.
- 1968. La Virreina. Radioteatro.

## Reconocimientos
Su fondo se conserva en el Centro de Documentación y Museo de las Artes Escénicas del Instituto del Teatro de Barcelona. Consta de manuscritos y mecanoscritos originales, algunos inéditos, documentación biográfica y laboral, correspondencia personal y recortes de prensa en referencia a sus obras. También se conserva el fondo de su padre, Gastó A. Mantua.
En el archivo de la Sociedad General de Autores (SGAE) se conservan, principalmente, sus libretos para teatro lírico, junto con algunas de sus partituras. Además, en el Archivo General de la Administración se pueden consultar los expedientes de censura de Lo prefiero millonario y Sonata. El inquieto amor de Robert Schumann.
En 2022, el Museo de Historia de Cataluña organizó una exposición en homenaje a Mantua con retratos del pintor español Ferran Bosch Tortajada y la pintora rusa Eugenie Loutchinsky.